# Microsoft Silverlight
A Silverlight a Microsoft webalkalmazások és mobilalkalmazások (Windows Phone) készítésére használható szoftverfejlesztési keretrendszere volt, melyet korábban Windows Presentation Foundation/Everywhere néven említettek. A fejlesztés több mint két évig[forrás?] tartott, amelynek eredményeként megszülető platformot a Microsoft az Adobe népszerű és igen elterjedt Flash termékének versenytársául szánta.
A Microsoft hivatalosan az Internet Explorer, a Mozilla Firefox, a Chrome, valamint a Safari böngészők friss változatait támogatta. Az Opera böngésző a gyakorlati tapasztalatok alapján többnyire alkalmas – kisebb-nagyobb fennakadásokkal – Silverlight alkalmazások futtatására, de hivatalos támogatást nem kapott.
„A Silverlight legnagyobb előnye, hogy gyakorlatilag problémamentesen integrálja a Windows Media Video formátumot a böngészőbe. Eddig éppen azért nem támogattuk ezt a formátumot, mert egy ilyen megoldás hiánya komoly gondot jelentett” – magyarázta a Brightcove cég marketingért felelős alelnöke.

## Története
2007-ben bocsátotta ki a Microsoft az első változatot Windows Presentation Foundation/Everywhere (WPF/E) néven.
2011. november 11-én bejelentették, hogy leállnak a fejlesztésével. A gyártó cég is a HTML5-ben látja a jövőt. A terméktámogatás végül közel egy évtizeddel később, 2021. október 12-én szűnt meg.